# أيه أم أكس-13
أيه أم أكس-13 هي دبابة فرنسية خفيفة أنتجت بين أعوام 1953 إلى 1985. خدمت في الجيش الفرنسي وصدرت إلى 25 دولة حول العالم. سميت على اسم وزنها البالغ 13 طن.وتقدم هيكل متين وموثوق، طُور المدفع الذاتي الحركة أم كيه أف3 MK F3 بالاعتاد على هيكل هذه الدبابة وهو مدفع من عيار 155 ملم بعد إزالة الحلقة الوسيطة في المؤخرة، وتعديل الهيكل لقبول المدفع 155 مم. وتصنع أجزاؤه بواسطة عدة شركات.